# Costarde

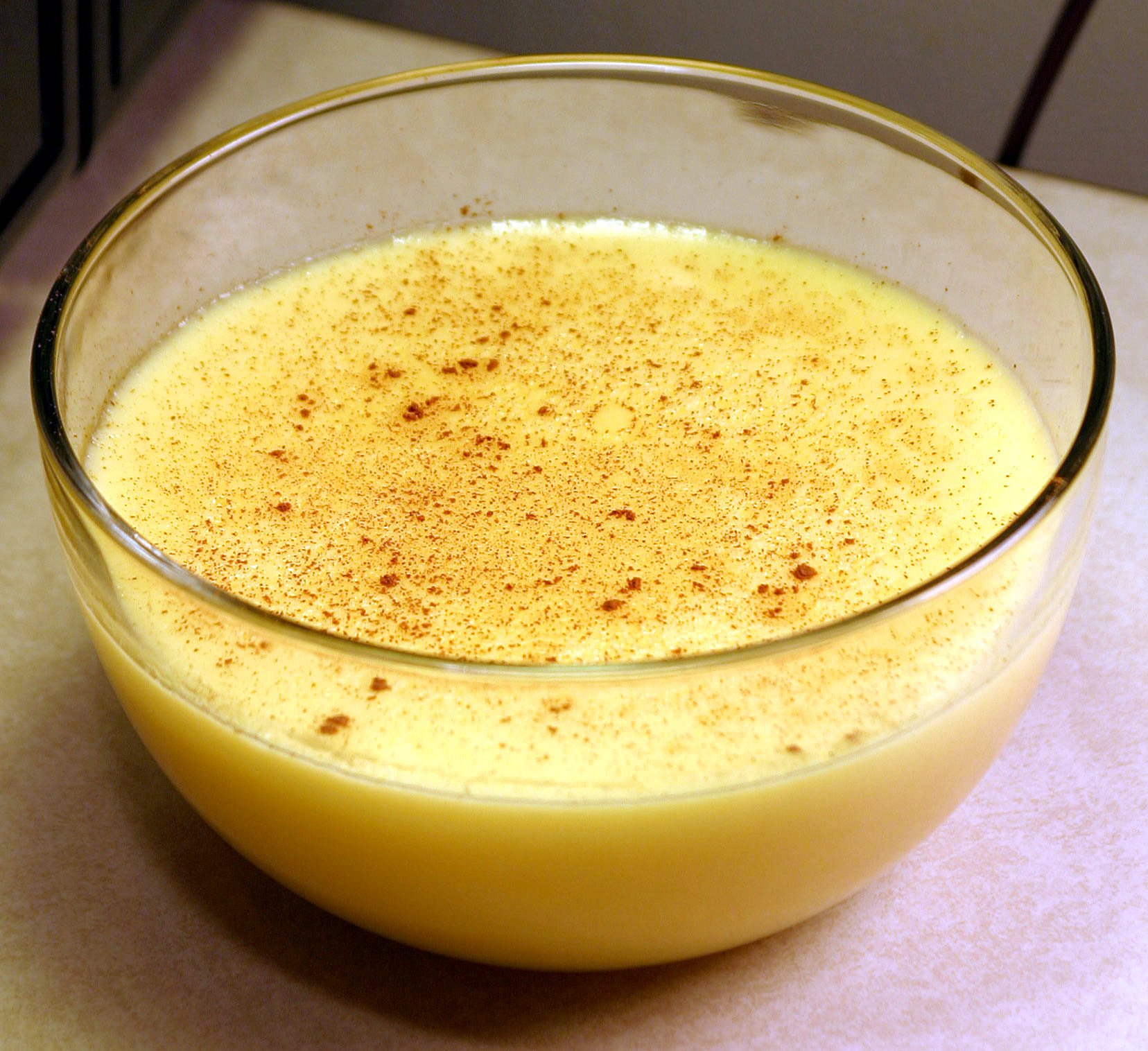
Costarde dans un saladier.

Dans le vocabulaire de la cuisine québécoise, le terme costarde (transposition de l'anglais custard) désigne toutes les préparations crémeuses réalisées en cuisant un mélange de lait et/ou de crème et de jaunes d'œuf. La crème anglaise et la crème pâtissière sont des exemples de costarde.
En plus du lait, de la crème et des jaunes d'œufs, on peut ajouter de la farine, de la fécule de maïs, ou de la gélatine pour épaissir la préparation. Pour les desserts, la costarde est sucrée et éventuellement parfumée, par exemple à la vanille.
C'est la quantité d'œufs ou d'épaississant ajoutés qui donnera à la costarde une consistance allant de la sauce pour le nappage (crème anglaise) à la crème épaisse (crème pâtissière).

## Préparation
La costarde est généralement cuite au bain-marie, ou chauffée très doucement dans une casserole ; elle peut également être cuite à la vapeur ou au four (avec ou sans bain-marie), ou même dans un fait-tout.
Sa préparation est une opération délicate, car une augmentation de température de 3  à   6 °C conduit à cuire et à glacer. En règle générale, une crème bien cuite ne doit pas dépasser 80 °C, en commençant à 70 °C. Le bain-marie ralentit le transfert de chaleur et rend plus pratique l'opération consistant à l'enlever du four avant qu'elle ne caille.

## Utilisation
Généralement, la costarde constitue un dessert ou une sauce à dessert. La version salée, la migaine, est souvent employée pour préparer des quiches et d'autres plats et tartes.
Les desserts à la costarde comprennent entre autres : 
- le bavarois
- la crème aux œufs : crème brûlée, crème caramel
- l'éclair
- le flan
- l'île flottante
- le sabayon
- la tarte à la crème